# Luca Marcogiuseppe
Luca Marcogiuseppe (Concordia, 21 de febrero de 1980) es un entrenador argentino de fútbol.

## Trayectoria

### Como entrenador
Inició su carrera siendo primeramente asistente técnico y analista de partidos de Marcelo Bielsa en la temporada 2011-12, en la cual el Athletic Club de Bilbao jugó las finales de las ediciones 2011-2012 de la Copa del Rey y la Europa League. Luego formó parte del cuerpo técnico de Pedro Troglio en Gimnasia y Esgrima La Plata (2012-15), y después del de Leonardo Madelón en Unión de Santa Fe (2017-18). Luego se fue con Ricardo La Volpe a Egipto para dirigir al Pyramids Football Club. En 2014, dirigió la quinta división del Lobo platense y en 2016 la de Racing Club.
En 2020, inició su trayectoria como entrenador principal en el fútbol argentino, dirigiendo al Real Pilar Fútbol Club. Los buenos rendimientos del equipo tanto en el reducido de ascenso de Primera C, como en la Copa Argentina, hicieron que Unión La Calera, de la Primera División del fútbol chileno se fijase en él para afrontar la triple competencia del año 2021. Tras cuatro meses deja el cargo por mutuo acuerdo con la dirigencia, debido al mal juego desplegado, y a la eliminación del conjunto calerano en Copa Chile ante Deportes Temuco, cuadro de la Primera B Chilena, además de la eliminación en la fase de grupos de Copa Libertadores.
En 2022, sustituyó a Diego Pozo en Gimnasia y Esgrima de Mendoza en el marco de la Segunda División de Argentina, donde debutó con una victoria como local por 3:0 ante San Telmo por la fecha 3. En noviembre de 2022, luego del término de la participación de Gimnasia y Esgrima en semifinales de la Primera Nacional, anunció que no renovaría su contrato.
En noviembre de 2022, se anunció su llegada a la banca de Arsenal de Sarandi de la Primera División argentina, en dupla técnica junto a Carlos Ruiz. El 30 de diciembre, anunció su alejamiento de la banca por motivos personales y decisión profesional.
El 26 de abril de 2023, se hizo oficial su contratación como entrenador de Audax Italiano. El 4 de septiembre, luego de caer derrotado ante O'Higgins, fue anunciada por redes sociales su renuncia a la institución.

## Estadísticas como entrenador
| Equipo                           | Div.                | Temporada           | Liga | Liga | Liga | Liga |    | Copa | Copa | Copa | Copa |   | Internacional | Internacional | Internacional | Internacional |   | Otros | Otros | Otros | Otros |    | Totales     | Totales | Totales | Totales | Totales | Totales | Totales | Totales | Totales |
| Equipo                           | Div.                | Temporada           | PD   | G    | E    | P    | PD | G    | E    | P    | PD   | G | E             | P             | PD            | G             | E | P     | PD    | G     | E     | P  | Rendimiento | GF      | GC      | Dif.    | Ptos.   |         |         |         |         |
| -------------------------------- | ------------------- | ------------------- | ---- | ---- | ---- | ---- | -- | ---- | ---- | ---- | ---- | - | ------------- | ------------- | ------------- | ------------- | - | ----- | ----- | ----- | ----- | -- | ----------- | ------- | ------- | ------- | ------- | ------- | ------- | ------- | ------- |
| Real Pilar Argentina             | 4.ª                 | 2020                | 8    | 5    | 3    | 0    | 1  | 0    | 0    | 1    | -    | - | -             | -             | -             | -             | - | -     | 9     | 5     | 3     | 1  | 66.67%      | 15      | 6       | +9      | 18      |         |         |         |         |
| Real Pilar Argentina             | Total               | Total               | 8    | 5    | 3    | 0    | 1  | 0    | 0    | 1    | -    | - | -             | -             | -             | -             | - | -     | 9     | 5     | 3     | 1  | 66.67%      | 15      | 6       | +9      | 18      |         |         |         |         |
| Unión La Calera · Chile          | 1.ª                 | 2021                | 9    | 5    | 2    | 2    | 2  | 0    | 1    | 1    | 6    | 0 | 2             | 4             | -             | -             | - | -     | 17    | 5     | 5     | 7  | 39.21%      | 16      | 26      | -10     | 20      |         |         |         |         |
| Unión La Calera · Chile          | Total               | Total               | 9    | 5    | 2    | 2    | 2  | 0    | 1    | 1    | 6    | 0 | 2             | 4             | -             | -             | - | -     | 17    | 5     | 5     | 7  | 39.21%      | 16      | 26      | -10     | 20      |         |         |         |         |
| Gimnasia y Esgrima (M) Argentina | 2.ª                 | 2022                | 38   | 18   | 14   | 6    | -  | -    | -    | -    | -    | - | -             | -             | -             | -             | - | -     | 38    | 18    | 14    | 6  | 59.65%      | 43      | 21      | +22     | 68      |         |         |         |         |
| Gimnasia y Esgrima (M) Argentina | Total               | Total               | 38   | 18   | 14   | 6    | -  | -    | -    | -    | -    | - | -             | -             | -             | -             | - | -     | 38    | 18    | 14    | 6  | 59.65%      | 43      | 21      | +22     | 68      |         |         |         |         |
| Audax Italiano · Chile           | 1.ª                 | 2023                | 12   | 5    | 1    | 6    | 2  | 1    | 0    | 1    | 6    | 3 | 2             | 1             | -             | -             | - | -     | 20    | 9     | 3     | 8  | 50%         | 21      | 21      | 0       | 30      |         |         |         |         |
| Audax Italiano · Chile           | Total               | Total               | 12   | 5    | 1    | 6    | 2  | 1    | 0    | 1    | 6    | 3 | 2             | 1             | -             | -             | - | -     | 20    | 9     | 3     | 8  | 50%         | 21      | 21      | 0       | 30      |         |         |         |         |
| Total en su carrera              | Total en su carrera | Total en su carrera | 67   | 33   | 20   | 14   | 5  | 1    | 1    | 3    | 12   | 3 | 4             | 5             | -             | -             | - | -     | 84    | 37    | 25    | 22 | 53.97%      | 95      | 74      | +21     | 139     |         |         |         |         |
| 1. 2.                            |                     |                     |      |      |      |      |    |      |      |      |      |   |               |               |               |               |   |       |       |       |       |    |             |         |         |         |         |         |         |         |         |

#### Resumen estadístico
| Competición               | Partidos | Ganados | Empatados | Perdidos | Rendimiento |
| ------------------------- | -------- | ------- | --------- | -------- | ----------- |
| Primera C                 | 8        | 5       | 3         | 0        | 75%         |
| Primera B Nacional        | 38       | 18      | 14        | 6        | 59.65%      |
| Primera División de Chile | 21       | 10      | 3         | 8        | 52.38%      |
| Copa Argentina            | 1        | 0       | 0         | 1        | 0%          |
| Copa Chile                | 4        | 1       | 1         | 2        | 33.33%      |
| Copa Sudamericana         | 12       | 3       | 4         | 5        | 36.11%      |
| TOTAL                     | 84       | 37      | 25        | 22       | 53.97%      |